# IC 1314
IC 1314 bezeichnet im Index-Katalog viele scheinbar dicht beieinander liegende Sterne im Sternbild Vulpecula. Der Katalogeintrag geht auf eine Beobachtung des Astronomen Thomas Espin am 8. Oktober 1893 zurück.